# Catopsalis
Catopsalis (лат.) — род вымерших млекопитающих из семейства Taeniolabididae отряда многобугорчатых. Типовой вид — Catopsalis foliatus. Это были наземные древесные растительноядные животные. У них имелись самозатачивающиеся резцы, подобные резцам современных грызунов. Обитали во времена палеоценовой эпохи (66,0—56,2 млн лет назад) в Северной Америке на территории современных США (штаты Нью-Мексико, Монтана, Вайоминг, Колорадо и Юта) и Канады (штаты Альберта и Саскачеван). Catopsalis kakwa не только самый мелкий вид Catopsalis, но и самый мелкий из обнаруженных на сегодняшний день Taeniolabidoidea с предполагаемой массой тела от 400 до 660 г.

## Классификация
По данным Paleobiology Database, на май 2025 род включает 6 видов:
- †Catopsalis alexanderi Middleton, 1982
- †Catopsalis calgariensis Russell, 1926
- †Catopsalis fissidens Cope, 1884
- †Catopsalis foliatus Cope, 1882
- †Catopsalis kakwa Scott et al., 2018
- †Catopsalis waddleae Buckley, 1995